# Marco Fioravanti
Marco Fioravanti (Ascoli Piceno, 18 marzo 1983) è un politico italiano, sindaco di Ascoli Piceno dall'11 giugno 2019.

## Biografia
Fioravanti nasce ad Ascoli Piceno nel 1983. Dopo gli studi tecnici superiori, rimane orfano di padre a diciannove anni. Successivamente svolge varie esperienze professionali nel settore delle pubbliche relazioni e del turismo, per poi laurearsi in scienze politiche all'Università di Macerata in Management Pubblico e dei Sistemi Socio-Sanitari.

### Carriera politica
Dirigente provinciale di Alleanza Nazionale, nel 2009 entra per la prima volta nel consiglio comunale di Ascoli Piceno con la lista del Popolo delle Libertà. Nel 2014 viene eletto Presidente del consiglio comunale della città, dopo aver aderito a Fratelli d'Italia, di cui nel 2016 diviene vice presidente regionale.
Nel 2019 si candida a sindaco di Ascoli Piceno a capo di una coalizione di destra formata da Fratelli d'Italia, Lega e diverse liste civiche: vince al ballottaggio del 9 giugno con il 59,31% dei voti, battendo l'ex sindaco Piero Celani. Si insedia ufficialmente l'11 giugno 2019.
Il Governance Poll pubblicato da Il Sole 24 Ore nel luglio del 2023 posiziona Marco Fioravanti al secondo posto tra i sindaci più amati dai cittadini con un indice di gradimento del 64,5%.
Dal 25 novembre 2023 è presidente di ANCI Marche.
Alle comunali del 2024 viene confermato al primo turno con il 73,9% dei voti.
Il 20 novembre 2024, Fioravanti viene eletto all'unanimità nuovo Presidente del Consiglio dell'ANCI, affiancando così il neo-eletto Presidente generale, Gaetano Manfredi.

## Opere
- Crea Credi Cambia, Ascoli Piceno, Capponi Editore, 2017.
- Noi siamo l'ambiente, Baldini + Castoldi, 2023